# Элькьер-Ларсен, Пребен
Пре́бен Э́лькьер Ла́рсен (дат. Preben Elkjær Larsen; род. 11 сентября 1957[…], Копенгаген) — датский футболист, нападающий. Один из лучших игроков в истории датского футбола. Входит в число величайших футболистов XX века по версии журнала World Soccer.

## Карьера
Пребен Элькьер-Ларсен начал карьеру в клубе «Ванлосе» в 1976 году. Он сразу стал одним из самых известных футболистов в Дании, в основном из-за своего необузданного поведения, включая дисквалификацию за удар арбитра в матче с «Вейле». Но не только этим «достижением» прославился Ларсен, молодой игрок демонстрировал чрезвычайно зрелую игру, благодаря чему уже через год дебютировал в сборной Дании. В ноябре 1976 года Ларсен перешёл в немецкий клуб «Кёльн», за который провёл 9 матчей, но уже посредине сезона характер датчанина дал о себе знать: он начал спорить с партнёрами по команде и главным тренером клуба Ханнесом Вайсвайлером, который не терпел нахального отношения молодого игрока к себе, из-за этого «Кёльн» в феврале 1978 года был вынужден продать Ларсена в бельгийский «Локерен».
В «Локерене» Ларсен первоначально продолжал себя вести нахально, но в команде нашлось несколько игроков, которые ответили на действия датчанина, в результате чего Ларсен сосредоточился исключительно на футболе. Он стал одним из лучших игроков чемпионата Бельгии и получил прозвище «Голова Локерена» за свою прекрасную игру за клуб, в котором он провёл 190 матчей и забил 98 голов. В 1984 году Ларсен перешёл в итальянский клуб «Эллас Верона», заплативший за трансфер футболиста 18 млрд лир. В «Вероне» Ларсен стал кумиром тиффози, он стал одним из главных творцов победы «Вероны» в чемпионате Италии, ставшей первым подобным достижением в истории клуба. Знаменит Ларсен также стал «Голом без бутсы», когда в 14 октября 1984 года, в 5-м туре чемпионата, он поразил ворота «Ювентуса», уже потеряв одну из бутс и забив ударом голой ноги с носка. За «Верону» Ларсен провёл 130 матчей и забил 48 голов.
В 1988 году Ларсен вернулся на родину в Данию, где стал выступать за клуб «Вейле», который взял в кредит крупную сумму денег на покупку футболиста. Но сделка не оправдала себя, Ларсен не показывал былого уровня игры и часто спорил с соперниками, судьями и даже партнёрами по команде, к тому же Ларсеном затыкали все «дыры» в команде, например он провёл несколько матчей на позиции либеро. К тому же его преследовали травмы, включая перелом руки в 1990 году. Завершил карьеру Ларсен после очередного удаления за угрозу физического насилия в отношении арбитра встречи.

## Сборная Дании
В составе сборной Дании Ларсен дебютировал 22 июня 1977 года в матче со сборной Финляндии и в своей дебютной игре забил два гола, принеся победу своей команде со счётом 2:1. Через год он забил решающий гол в ворота норвежцев, принеся национальной команде победу в Северном чемпионате, после чего он стал бессменным игроком основы сборной команды.
В 1984 году Ларсен был одним из лучших игроков чемпионата Европы, в частности, вывел свою команду в полуфинал, забив решающий мяч в ворота сборной Бельгии, но в полуфинале с Испанией, Ларсен не забил решающий послематчевый пенальти, из-за чего Дания выбыла из розыгрыша турнира.
Завершил карьеру в сборной Ларсен матчем против сборной ФРГ на чемпионате Европы в 1988 году.

## После карьеры
Завершив карьеру игрока, Ларсен начал работать в клубе «Силькеборг» на должности спортивного директора, а затем в сезоне 1995—1996 даже был вынужден тренировать команду. После ухода из «Силькеборга» Ларсен начал работать на канале TV3 в качестве спортивного эксперта.

## Личная жизнь
Супруга — Николь, бельгийка, с которой он познакомился, когда играл за «Локерен».

## Статистика

### Матчи Элькьера-Ларсена за сборную Дании
| Матчи Элькьера-Ларсена за сборную Дании | Матчи Элькьера-Ларсена за сборную Дании | Матчи Элькьера-Ларсена за сборную Дании | Матчи Элькьера-Ларсена за сборную Дании | Матчи Элькьера-Ларсена за сборную Дании | Матчи Элькьера-Ларсена за сборную Дании |
| --------------------------------------- | --------------------------------------- | --------------------------------------- | --------------------------------------- | --------------------------------------- | --------------------------------------- |
| №                                       | Дата                                    | Соперник                                | Счёт                                    | Голы Элькьера-Ларсена                   | Соревнование                            |
| 1                                       | 22 июня 1977                            | Финляндия                               | 2:1                                     | 2                                       | Чемпионат Северной Европы 1972—1977     |
| 2                                       | 31 мая 1978                             | Норвегия                                | 2:1                                     | 1                                       | Чемпионат Северной Европы 1978—1980     |
| 3                                       | 28 июня 1978                            | Исландия                                | 0:0                                     | —                                       | Товарищеский матч                       |
| 4                                       | 2 мая 1979                              | Ирландия                                | 0:2                                     | —                                       | Чемпионат Европы 1980 (отбор)           |
| 5                                       | 9 мая 1979                              | Швеция                                  | 2:2                                     | —                                       | Товарищеский матч                       |
| 6                                       | 6 июня 1979                             | Северная Ирландия                       | 4:0                                     | 3                                       | Чемпионат Европы 1980 (отбор)           |
| 7                                       | 12 сентября 1979                        | Англия                                  | 0:1                                     | —                                       | Чемпионат Европы 1980 (отбор)           |
| 8                                       | 26 сентября 1979                        | Финляндия                               | 1:0                                     | 1                                       | Чемпионат Северной Европы 1978—1980     |
| 9                                       | 14 ноября 1979                          | Испания                                 | 3:1                                     | 2                                       | Товарищеский матч                       |
| 10                                      | 7 мая 1980                              | Швеция                                  | 1:0                                     | —                                       | Чемпионат Северной Европы 1978—1980     |
| 11                                      | 4 июня 1980                             | Норвегия                                | 3:1                                     | 1                                       | Чемпионат Северной Европы 1978—1980     |
| 12                                      | 27 сентября 1980                        | Югославия                               | 1:2                                     | —                                       | Чемпионат мира 1982 (отбор)             |
| 13                                      | 15 октября 1980                         | Греция                                  | 0:1                                     | —                                       | Чемпионат мира 1982 (отбор)             |
| 14                                      | 1 ноября 1980                           | Италия                                  | 0:2                                     | —                                       | Чемпионат мира 1982 (отбор)             |
| 15                                      | 19 ноября 1980                          | Люксембург                              | 4:0                                     | 1                                       | Чемпионат мира 1982 (отбор)             |
| 16                                      | 15 апреля 1981                          | Румыния                                 | 2:1                                     | —                                       | Товарищеский матч                       |
| 17                                      | 1 мая 1981                              | Люксембург                              | 2:1                                     | 1                                       | Чемпионат мира 1982 (отбор)             |
| 18                                      | 14 мая 1981                             | Швеция                                  | 2:1                                     | 1                                       | Чемпионат Северной Европы 1981—1983     |
| 19                                      | 3 июня 1981                             | Италия                                  | 3:1                                     | —                                       | Чемпионат мира 1982 (отбор)             |
| 20                                      | 9 сентября 1981                         | Югославия                               | 1:2                                     | 1                                       | Чемпионат мира 1982 (отбор)             |
| 21                                      | 23 сентября 1981                        | Норвегия                                | 2:1                                     | 1                                       | Чемпионат Северной Европы 1981—1983     |
| 22                                      | 14 октября 1981                         | Греция                                  | 3:2                                     | 1                                       | Чемпионат мира 1982 (отбор)             |
| 23                                      | 5 мая 1982                              | Швеция                                  | 1:1                                     | —                                       | Чемпионат Северной Европы 1981—1983     |
| 24                                      | 19 мая 1982                             | Австрия                                 | 0:1                                     | —                                       | Товарищеский матч                       |
| 25                                      | 27 мая 1982                             | Бельгия                                 | 1:0                                     | 1                                       | Товарищеский матч                       |
| 26                                      | 22 сентября 1982                        | Англия                                  | 2:2                                     | —                                       | Чемпионат Европы 1984 (отбор)           |
| 27                                      | 10 ноября 1982                          | Люксембург                              | 2:1                                     | —                                       | Чемпионат Европы 1984 (отбор)           |
| 28                                      | 27 апреля 1983                          | Греция                                  | 1:0                                     | —                                       | Чемпионат Европы 1984 (отбор)           |
| 29                                      | 1 июня 1983                             | Венгрия                                 | 3:1                                     | 1                                       | Чемпионат Европы 1984 (отбор)           |
| 30                                      | 21 сентября 1983                        | Англия                                  | 1:0                                     | —                                       | Чемпионат Европы 1984 (отбор)           |
| 31                                      | 12 октября 1983                         | Люксембург                              | 6:0                                     | 2                                       | Чемпионат Европы 1984 (отбор)           |
| 32                                      | 26 октября 1983                         | Венгрия                                 | 0:1                                     | —                                       | Чемпионат Европы 1984 (отбор)           |
| 33                                      | 16 ноября 1983                          | Греция                                  | 2:0                                     | 1                                       | Чемпионат Европы 1984 (отбор)           |
| 34                                      | 14 марта 1984                           | Нидерланды                              | 0:6                                     | —                                       | Товарищеский матч                       |
| 35                                      | 11 апреля 1984                          | Испания                                 | 1:2                                     | —                                       | Товарищеский матч                       |
| 36                                      | 16 мая 1984                             | Чехословакия                            | 0:1                                     | —                                       | Товарищеский матч                       |
| 37                                      | 6 июня 1984                             | Швеция                                  | 1:0                                     | 1                                       | Товарищеский матч                       |
| 38                                      | 8 июня 1984                             | Болгария                                | 1:1                                     | —                                       | Товарищеский матч                       |
| 39                                      | 12 июня 1984                            | Франция                                 | 0:1                                     | —                                       | Чемпионат Европы 1984                   |
| 40                                      | 16 июня 1984                            | Югославия                               | 5:0                                     | 1                                       | Чемпионат Европы 1984                   |
| 41                                      | 19 июня 1984                            | Бельгия                                 | 3:2                                     | 1                                       | Чемпионат Европы 1984                   |
| 42                                      | 24 июня 1984                            | Испания                                 | 1:1 (4:5 пен.)                          | —                                       | Чемпионат Европы 1984                   |
| 43                                      | 12 сентября 1984                        | Австрия                                 | 3:1                                     | —                                       | Товарищеский матч                       |
| 44                                      | 26 сентября 1984                        | Норвегия                                | 1:0                                     | 1                                       | Чемпионат мира 1986 (отбор)             |
| 45                                      | 17 октября 1984                         | Швейцария                               | 0:1                                     | —                                       | Чемпионат мира 1986 (отбор)             |
| 46                                      | 14 ноября 1984                          | Ирландия                                | 3:0                                     | 2                                       | Чемпионат мира 1986 (отбор)             |
| 47                                      | 8 мая 1985                              | ГДР                                     | 4:1                                     | —                                       | Товарищеский матч                       |
| 48                                      | 5 июня 1985                             | СССР                                    | 4:2                                     | 2                                       | Чемпионат мира 1986 (отбор)             |
| 49                                      | 11 сентября 1985                        | Швеция                                  | 0:3                                     | —                                       | Товарищеский матч                       |
| 50                                      | 25 сентября 1985                        | СССР                                    | 0:1                                     | —                                       | Чемпионат мира 1986 (отбор)             |
| 51                                      | 9 октября 1985                          | Швейцария                               | 0:0                                     | —                                       | Чемпионат мира 1986 (отбор)             |
| 52                                      | 16 октября 1985                         | Норвегия                                | 5:1                                     | 1                                       | Чемпионат мира 1986 (отбор)             |
| 53                                      | 13 ноября 1985                          | Ирландия                                | 4:1                                     | 2                                       | Чемпионат мира 1986 (отбор)             |
| 54                                      | 9 апреля 1986                           | Болгария                                | 0:3                                     | —                                       | Товарищеский матч                       |
| 55                                      | 13 мая 1986                             | Норвегия                                | 0:1                                     | —                                       | Товарищеский матч                       |
| 56                                      | 16 мая 1986                             | Польша                                  | 1:0                                     | 1                                       | Товарищеский матч                       |
| 57                                      | 4 июня 1986                             | Шотландия                               | 1:0                                     | 1                                       | Чемпионат мира 1986                     |
| 58                                      | 8 июня 1986                             | Уругвай                                 | 6:1                                     | 3                                       | Чемпионат мира 1986                     |
| 59                                      | 13 июня 1986                            | ФРГ                                     | 2:0                                     | —                                       | Чемпионат мира 1986                     |
| 60                                      | 18 июня 1986                            | Испания                                 | 1:5                                     | —                                       | Чемпионат мира 1986                     |
| 61                                      | 24 сентября 1986                        | ФРГ                                     | 0:2                                     | —                                       | Товарищеский матч                       |
| 62                                      | 12 ноября 1986                          | Чехословакия                            | 0:0                                     | —                                       | Чемпионат Европы 1988 (отбор)           |
| 63                                      | 3 июня 1987                             | Чехословакия                            | 1:1                                     | —                                       | Чемпионат Европы 1988 (отбор)           |
| 64                                      | 9 сентября 1987                         | Уэльс                                   | 0:1                                     | —                                       | Чемпионат Европы 1988 (отбор)           |
| 65                                      | 23 сентября 1987                        | ФРГ                                     | 0:1                                     | —                                       | Товарищеский матч                       |
| 66                                      | 14 октября 1987                         | Уэльс                                   | 1:0                                     | 1                                       | Чемпионат Европы 1988 (отбор)           |
| 67                                      | 1 июня 1988                             | Чехословакия                            | 0:1                                     | —                                       | Товарищеский матч                       |
| 68                                      | 11 июня 1988                            | Испания                                 | 2:3                                     | —                                       | Чемпионат Европы 1988                   |
| 69                                      | 14 июня 1988                            | ФРГ                                     | 0:2                                     | —                                       | Чемпионат Европы 1988                   |

Итого: 69 матчей / 38 голов; 36 побед, 8 ничьих, 25 поражений.

## Достижения

### Командные
«Кёльн»
- Чемпион Германии: 1977/78
- Обладатель Кубка Германии: 1977, 1978

«Верона»
- Чемпион Италии: 1984/85

### Личные
- Футболист года в Дании: 1984
- «Бронзовый мяч» (третий футболист в Европе): 1984 (France Football), 1984 (Onze Mondial)
- «Серебряный мяч» (второй футболист в Европе): 1985 (France-Football), 1985 (Onze Mondial)
- Обладатель «Бронзового мяча» чемпионата мира: 1986
- Включён в символическую сборную чемпионата мира: 1986
- Введён в Зал славы датского футбола
- Включён в список величайших футболистов XX века по версии World Soccer